# Rubina
Rubina  è un nome proprio di persona italiano femminile.

## Varianti
- Ipocoristici: Rubi
- Maschili: Rubino

### Variante in altre lingue
- Esperanto: Rubena[2]
- Inglese: Ruby[3], Rubye[3]

## Origine e diffusione

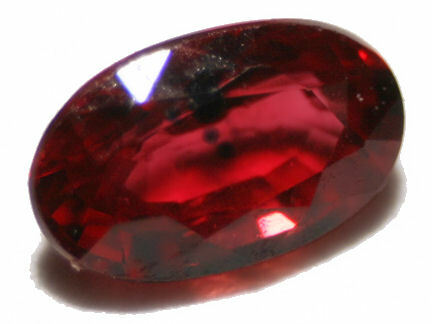
Una gemma di rubino

Richiama chiaramente il rubino, la nota pietra preziosa di colore rosso. Dal punto di vista etimologico, si tratta di un'abbreviazione del latino medievale rubinus lapis, "pietra rossa", basato sul latino rubeus o ruber, "rosso".
La forma inglese Ruby cominciò ad essere usata attorno al XIX secolo. In italiano può, in rari casi, costituire una forma tronca di Cherubina.

## Onomastico
Il nome è adespota, cioè non è portato da alcuna santa. L'onomastico si può festeggiare quindi ad Ognissanti, il 1º novembre.

## Persone

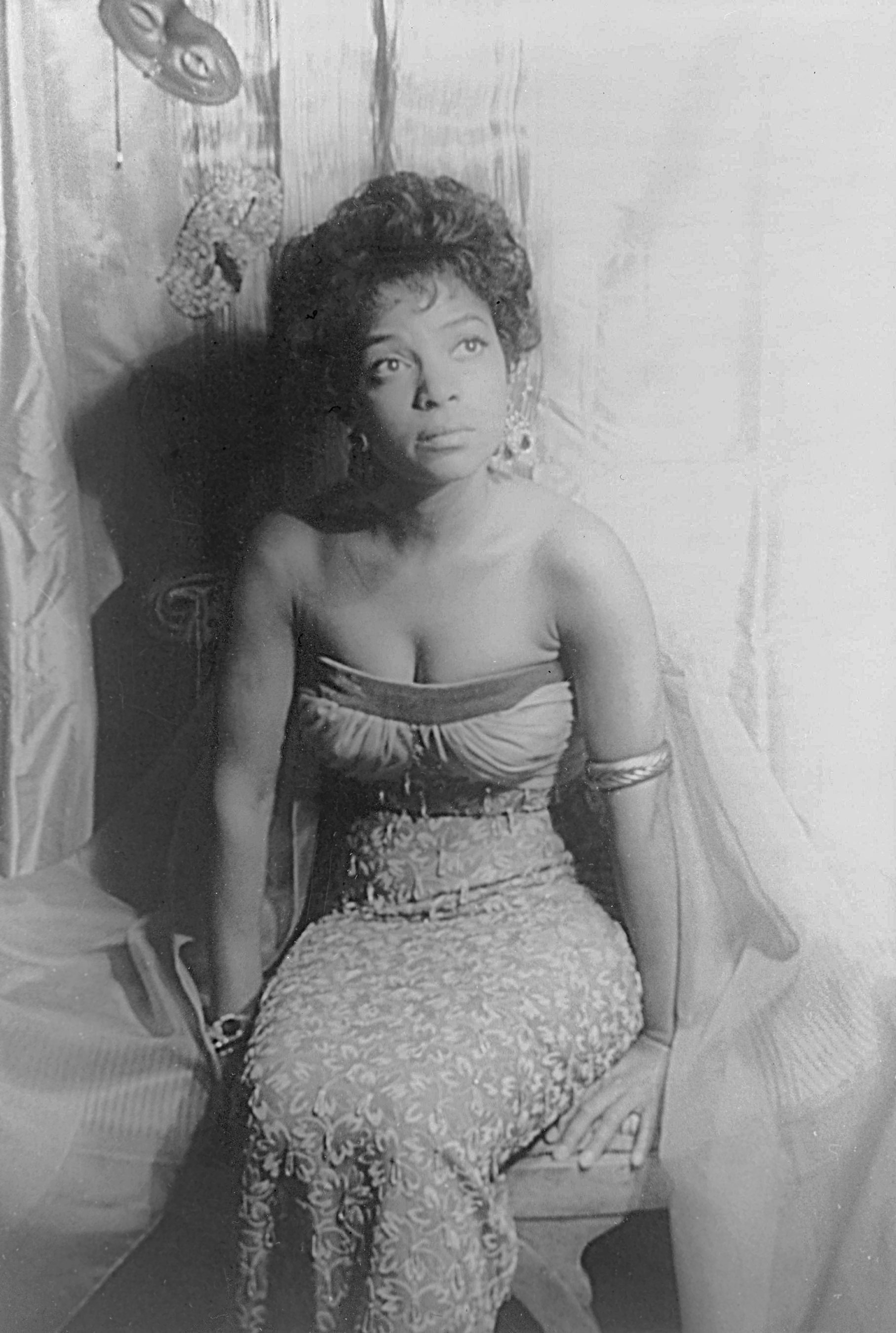
Ruby Dee

### Variante Ruby
- Ruby Dandridge, attrice e conduttrice radiofonica statunitense
- Ruby Dee, attrice, poetessa, sceneggiatrice, giornalista e attivista statunitense
- Ruby Keeler, attrice e cantante statunitense
- Ruby Rose Langenheim, conduttrice televisiva australiana
- Ruby Muhammad, religiosa statunitense
- Ruby Catherine Sevens, vero nome di Barbara Stanwyck, attrice statunitense

### Variante Rubi

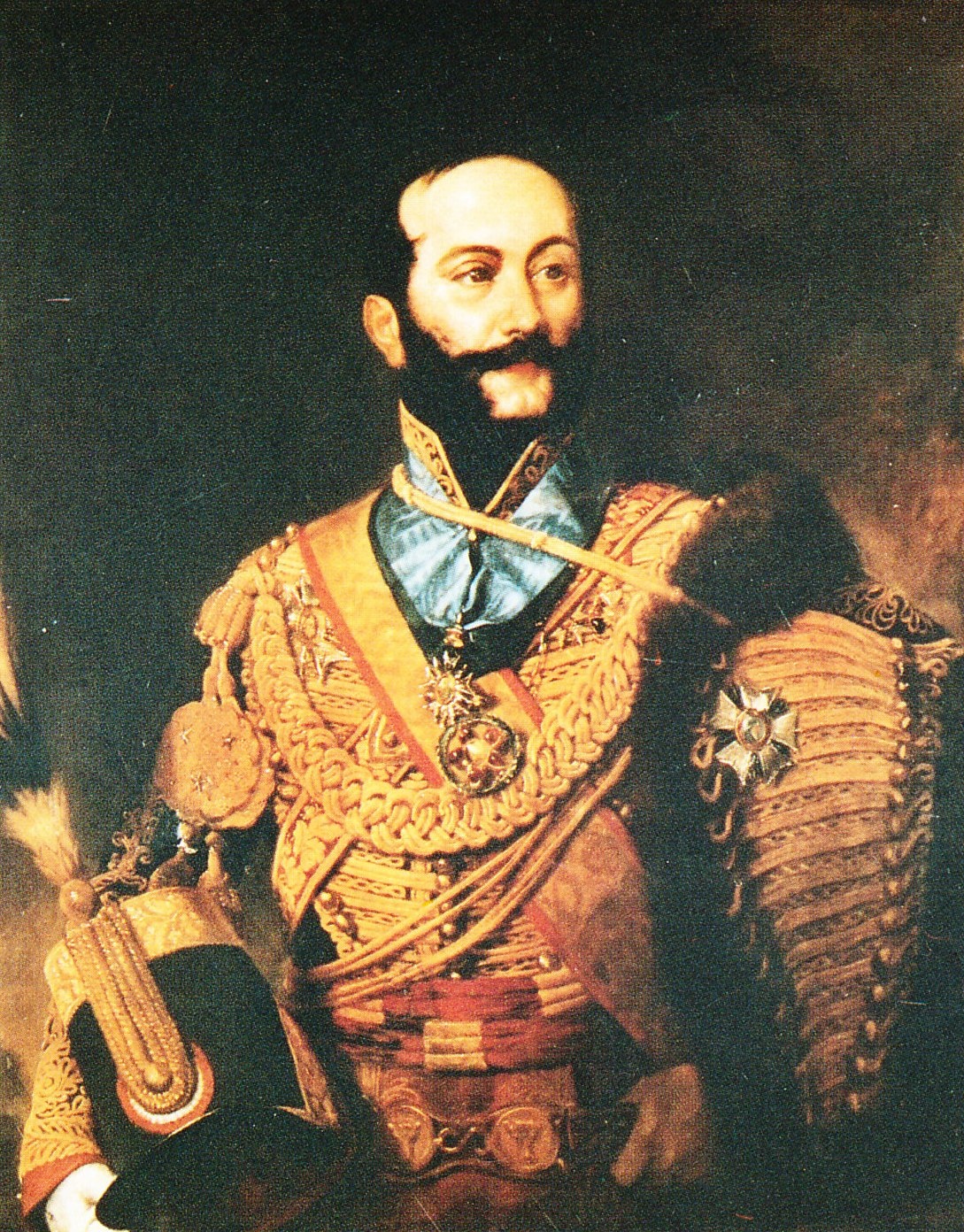
Rubino Ventura

- Rubi Dalma, attrice italiana

### Variante maschile Rubino
- Rubino Profeta, compositore italiano
- Rubino Rubini, regista teatrale e cinematografico italiano
- Rubino Ventura, generale italiano

## Il nome nelle arti
- Rubina è un personaggio dei romanzi di Laura Iuorio Il destino degli Eldowin e La leggenda degli Eldowin.
- Ruby Bartlett è un personaggio del film del 1969 Agente 007 - Al servizio segreto di Sua Maestà, diretto da Peter R. Hunt.
- Ruby Crescent è un personaggio del manga 666 Satan.
- Ruby Gloom è un personaggio dell'omonima serie animata.
- Ruby Scott è un personaggio della serie Tex.
- Ruby Sparks è un personaggio dell'omonimo film del 2012, diretto da Jonathan Dayton e Valerie Faris.
- Ruby Tojo è un personaggio del manga e anime Rosario + Vampire.
- Rubina e Rubina's Blue Sky Happiness sono due canzoni di Joe Satriani, dedicate alla moglie Rubina, tratte rispettivamente dagli album Not of This Earth e The Extremist.
- Ruby è un personaggio della serie televisiva britannica Sex Education interpretato da Mimi Keene.